# Diptychis meraca
Diptychis meraca är en fjärilsart som beskrevs av Louis Beethoven Prout 1928. Diptychis meraca ingår i släktet Diptychis och familjen mätare. Inga underarter finns listade i Catalogue of Life.